# Ruch Lwiw
Der FC Ruch Lwiw (ukrainisch «Рух» Львів) ist ein ukrainischer Fußballverein aus Lwiw.

## Geschichte
Der Verein wurde 2003 gegründet. Seit 2009 besteht eine Profimannschaft. 2020 stieg die Mannschaft erstmals in die Premjer-Liha auf.